# Liste der Naturdenkmale in Burglahr
Die Liste der Naturdenkmale in Burglahr nennt die im Gemeindegebiet von Burglahr ausgewiesenen Naturdenkmale (Stand 15. Februar 2024).

## Naturdenkmale
| Nr.         | Bezeichnung                        | Lage                                                         | Beschreibung                  | Bild                                    |
| ----------- | ---------------------------------- | ------------------------------------------------------------ | ----------------------------- | --------------------------------------- |
| ND-7132-418 | Eichengruppe in der Lammerichskaul | nordwestlich von Bürdenbach; Flur Unten im Hellenseifen Lage | Quercus sp.; auch zu Oberlahr | Direkt Bild zu diesem Denkmal hochladen |
| ND-7132-423 | Femelinde am Lusthof               | östlich des Ortes; Flur Lustberg Lage                        | Tilia sp.                     | Direkt Bild zu diesem Denkmal hochladen |